# Ратчис
Ратчис (на латински: Ratchis; + сл. 757) e херцог на Фриули и крал на лангобардите през 744 – 749 и 756 – 757 г.
Син е на херцог Пемо на Фриулскоро херцогство и Ратперга. Фамилията му е от Белуно. Баща му е син на херцог Било.
Ратчис е провъзгласен от крал Лиутпранд през 739 г., след сваляне на баща му Пемо, за херцог на Фриул.
Женен е за благородната римлянка Тасия, имат дъщеря Ратруд. Ратчис има и допълнително име Хидебохорит, което е останало в строения от него Олтар в Чивидале.
През 744 г. наследникът на Лиутпранд, крал Хилдепранд е свален и Ратчис е избран за крал.
Ратчис следва приятелска римска политика. Когато спира военния поход против Византия по съвет на папа Захарий, анти – византийската опозиция го сваля през 749 г. и издига брат му
Айзтулф за крал. След смяната му Ратчис става монах в манастира Монте Касино. След смъртта на Айзтулф 756 г., се опитва отново да се качи на трона, само за три месеца отново е крал, но е победен от Дезидериус, херцог на Тоскана и се оттегля обратно в манастир.
Ратчис, застъпникът на Павел Дякон е описан от него като стабилен, умен и храбър мъж, но като крал не успява да спечели големите и народа в царството. Стига се до тежки вътрешни неспокойствия и револти на населението против гасталди и херцози.
Ратчис се нарича „Princeps“ и се отказва от старото наименование (Titular) „rex gentis Langobardorum“; за да спечели широк политически базис прави огромни дарения, дава привилегии на кралските хора и помага на долните слоеве на лангобардското население чрез социални закони.
С поглед напред се стреми като крал към мирен коексистенц с Рим и Равена, понеже връзката с франките е изострена.